# 中根重一

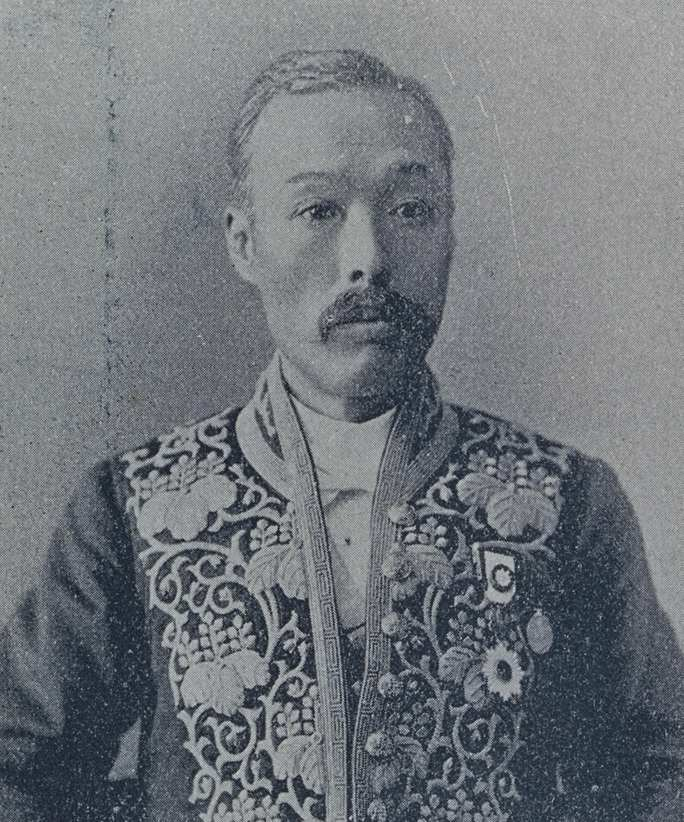
中根重一

中根 重一（なかね しげかず、1851年11月18日（嘉永4年10月25日）- 1906年（明治39年）9月16日）は、明治時代の医師・官僚。貴族院書記官長などを務めた。夏目漱石の義父（妻・鏡子の父）、『道草』御住の父のモデル。

## 経歴
備後福山藩士・中根忠治の長男として江戸藩邸で生まれる。明治4年（1871年）貢進生として上京し大学東校（のちの東京帝国大学医学部）に入学し、ドイツ語を学んで卒業前に退学した。
1875年3月、東京書籍館並博物館雇となる。1877年6月、新潟県雇に転じ、新潟医学所のドイツ語通訳兼助教を務めた。1881年7月、新潟県を辞して上京し医師から官吏へ転じた。1882年3月、太政官御用掛に任じられ、外務省御用掛、同翻訳官、法制局参事官、兼臨時帝国議会事務局書記官、法制局書記官、貴族院書記官長、行政裁判所評定官などを歴任。1900年10月、内務大臣となる元上司の末松謙澄からの要請で地方局長に就任したが、1901年6月、末松の内相辞任に伴い休職し、同年12月、依願免本官となり退官した。
退官後は無職となり、相場で失敗するなど経済的に困窮したため、娘婿である夏目漱石が資金の援助を行っている。墓所は文京区心光寺。

## 著作
- 『鉄道問題』八尾書店、1892年。
- 述『戦後ノ処分ニ関スル外国ノ事例』貴族院事務局、1895年。

共著
- 山脇玄との共著『府県制郡制釈義』八尾新助、1890年。

訳書
- 訳編『虎列剌病論』佐藤敬三郎、1880年。
- ブルンチェリー著『政治学』1-5巻、近藤幸正、1882-1883年。
- マックス・フェスカ著『日本農業及北海道殖民論』外務省、1888年。
- ルードルフ・グナィスト著『歳計予算論』博聞社、1888年。
- ラートゲン著『地方財政学』2版、日本書籍会社、1889年。
- ヒュー・デ・グレー著、平田東助閲『独孛政典』1-5巻、日本書籍会社、1890年。

共訳
- 保阿倔（フォック）著、竹山屯との共訳『眼科提要』1-3巻、山中市兵衛、1879年。

## 親族
- 中根重一
- 豁子（重一妻）
  - 中根時子
  - 鈴木禎次（時子夫）　
  - 中根鏡子
  - 夏目漱石（鏡子夫）
    - 夏目純一
    - 三田嘉米子（純一妻）
      - 夏目房之介

    - 夏目伸六
    - 打田信子（伸六妻）
      - 夏目沙代子（伸六長女）
        - 夏目一人
        - 夏目哲郎

    - 夏目筆子
    - 松岡譲（筆子夫）
      - 松岡陽子マックレイン
      - ジョージ・ロバート・マックレイン（陽子夫）
      - 松岡末利子
      - 半藤一利（末利子夫）

    - 夏目恒子
    - 夏目栄子
    - 夏目愛子
    - 夏目ひな子